# إيشيكاوا تشيوماتسو
ايشيكاوا تشيوماتسو  (باليابانية: 石川 千代松) هو أحيائي، وعالم حيوانات وأسماك، ياباني. وهو أحد الباحثين في نظرية التطور. وكان أحد المسؤولين بنشر أفكار دارون عن التطور في اليابان. وبعدما تخرج من جامعة طوكيو، درس في ألمانيا تحت يد أوغست وايزمان، أحد باحثي نظرية التطور. وكان أيضاً أحد مدراء المدرسة المتوسطة بطوكيو.